# Rue Saint-Georges (LeMoyne)
Pour les articles homonymes, voir Rue Saint-Georges.
La rue Saint-Georges est une artère des villes de Saint-Lambert et de Le Moyne (partie de l'arrondissement Vieux-Longueuil de la ville de Longueuil) la Rive-Sud de Montréal.

## Situation et accès
La rue Saint-Georges débute à l'intersection du boulevard Taschereau comme continuité de la rue Mance de Saint-Hubert. Toute la portion entre le boulevard Taschereau et les voies ferrées du Canadien National est située à Le Moyne et sert de lien rapide entre la route 134 et la route 112 (rue Saint-Louis), qui mène vers le pont Victoria.
Entre les voies ferrés et le chemin Tiffin, la rue Saint-Georges est la frontière entre Saint-Lambert et Le Moyne, et la dernière portion, entre le chemin Tiffin et son recroisement avec le boulevard Taschereau, est encore une fois situé entièrement à Le Moyne.

## Origine du nom
La « rue Saint-Georges », qui est la première rue de Le Moyne, a été nommée en l'honneur du curé Georges Payette.

## Historique
Anciennement appelé « Chemin du Petit-Bois » elle a pris sa dénomination actuelle le 27 avril 1919.